# Santa Maria de Cererols
Santa Maria de Cererols és una església) del municipi de Súria (Bages) protegida com a bé cultural d'interès local. En concret, està situada dins el mas de Cererols, situat en un pla dalt d'un llom, dit del Collet, al sud-est del terme de Súria. El lloc de Solariolos surt documentat per primera vegada el 993 i es trobava dins del terme del castell de Súria.

## Entorn
Cererols té un nucli principal format per l'església dedicada originàriament a sant Martí i després a santa Maria de la Concepció, documentada ja el 1063 és una petita construcció preromànica, d'una sola nau i amb un sol absis al cantó de llevant. Entre els segles xvi i xvii patí una sèrie d'obres de reforma i ampliació entre les quals s'allargà la nau, s'hi afegí un porxo pel cantó de llevant i s'hi construí un campanar nou. Els escultors manresans Josep Generes i Pau i Josep Sunyer foren autors del retaule barroc, destruït el 1936.

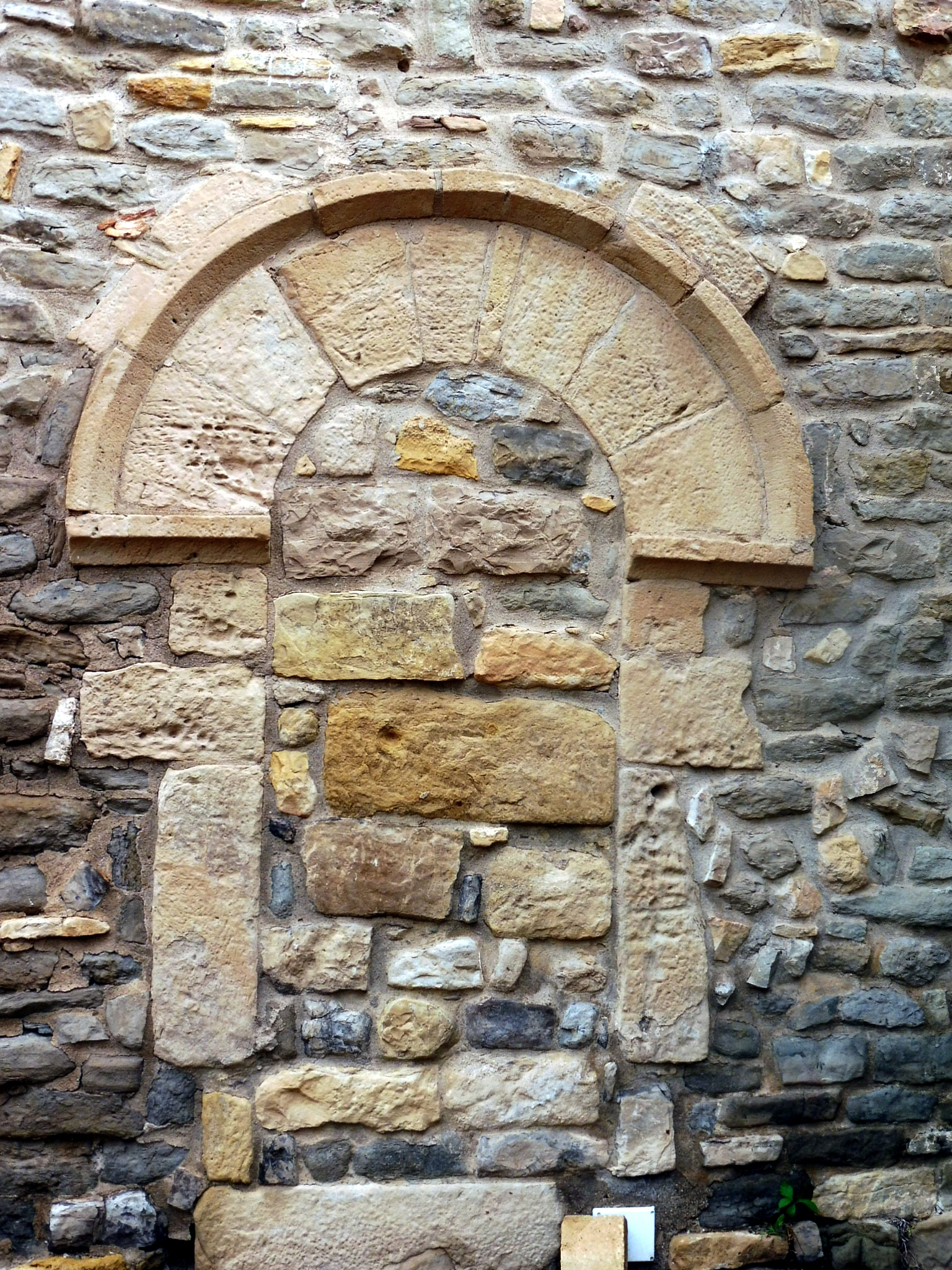
Porta romànica tapiada

El cementiri es trobava a la banda nord de l'església, on hi havia la porta romànica i es va traslladar al costat sud, quan es va fer el porxo. Les darreres persones enterrades van ser dos germans de la família Lladó, morts durant la Guerra Civil de 1936-1939. Cal destacar que a l'interior de l'església s'hi han conservat restes de policromia, alguna d'elles d'època romànica. Actualment, després de la restauració del 1991 s'hi pot observar una reconstrucció d'aquestes antigues pintures.

## Descripció
És una ermita de construcció medieval (principis), amb modificacions i elements afegits en èpoques posteriors. L'església està precedida d'un atri elevat creat per cobrir les sepultures que hi ha a terra. S'entra i ens trobem amb una sola nau de 12 metres (sense el presbiteri que està més elevat) per 4'37 m. Hi ha un arc triomfal que separa nau del presbiteri. L'absis té planta de ferradura molt pronunciada (218º de circumferència), i l'alçada cobert amb volta de forn és considerablement inferior a la de l'arc de reducció, fent que hi quedi com una mena de frontó curvilini. Conté tres finestres petites i pintures romàniques molt malmeses. La coberta és de volta (restaurada). El material utilitzat és el carreu.
El portal romànic és del segle xi. Situat en el que seria un lateral de l'església, presenta un arc de mig punt fet amb dovelles regulars. Tapiada des del segle xvii, moment en què s'allargà l'església. La pica baptismal de pedra té una alçada d'1,5m. Presenta un peu quadrat llis, sense decoració i amb les cantonades aixafades. La pica està treballada ornamentalment tant en l'exterior com en l'interior amb un motiu de pètals com si fos una flor. A dins hi ha un disc amb una inscripció: les sigles de Crist i l'any 1598 La pedra presenta les empremtes del cisellat en un treball de resultat uniforme i polit.

## Història
En el s. XVII el més actiu pel que fa a treballs en l'església. Durant aquest període s'allarga canviant la porta antiga (avui tapada i en un lateral) i afegint-hi l'atri. Aproximadament l'any 1593, l'església canvià de culte: primer fou creada en honor de Sant Martí i a partir d'aquest any rendí tribut a la Verge.